# I guappi non si toccano
I guappi non si toccano è un film del 1979 diretto da Mario Bianchi.

## Trama
Nella periferia di Napoli, nel corso di alcuni lavori in una cava di pozzolana viene alla luce un cadavere che poi si rivela essere quello dell'ingegnere Italo Montano. Sulla vicende indagano tre magistrati che, sicuri che l'omicidio sia collegabile ad un losco affare tra le bande dei boss Angelo Jacomino e del marsigliese Maurice, autorizzano il questore Ferrari ad avvalersi delle indagini di Tony Lobianco, un italoamericano, già agente dell'FBI.
Tony, dopo essersi infiltrato nella banda di Maurice, suggerisce a questi di fare una rapina ad un furgone portavalori postale e nel contempo svela i particolari del colpo stesso a Jacomino. L'azione criminale diviene il pretesto per eliminare i membri della banda alla quale però riescono a scampare solo Lobianco e Maurice.

Tony, però, accortosi che ad agire c'erano anche dei "non invitati", nasconde in una cappella di cimitero il ferito Maurice e, grazie all'aiuto di sua figlia Paulette, entra in possesso di documenti che denunciano le malefatte dei magistrati inquirenti. Tuttavia al momento di presentare al questore i documenti stessi, viene raggiunto dai colpi di ignoti, che lo uccidono insieme alla ragazza.

## Distribuzione
Distribuito nei cinema italiani il 12 maggio 1979, il film ha incassato un totale di 16,5 milioni di lire dell'epoca.